# Stanisław Tymiński

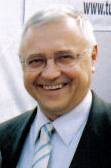
Stan Tyminski

Stanisław „Stan“ Tymiński (* 27. Januar 1948 in Pruszków, Polen) ist ein polnisch-kanadischer Geschäftsmann, der mit Elektronik und Computern handelt, und früherer Politiker.

## Leben
Tymiński wuchs im Dorf Komorów bei Warschau auf. Er machte eine Ausbildung zum Elektroniktechniker bei den staatlichen „Kasprzak-Radiobetrieben“ (Zakłady Radiowe im. Marcina Kasprzaka) in Warschau. Er bestand die Aufnahmeprüfung zur Technischen Universität Warschau.
Im Alter von 21 Jahren emigrierte Tymiński 1969 nach Schweden. Er heiratete dort eine finnische Staatsbürgerin, mit ihr hat er einen Sohn. 1970 siedelte er nach Kanada über, wo er sich in der Computerbranche engagierte. Er gründete dort 1975 das Unternehmen Transduction. Nach einem Jahrzehnt harter Arbeit und der Scheidung von seiner Frau fühlte er, wie er es selbst beschrieb, einen Burnout.
Er ging 1981 nach Peru und ließ sich in der Stadt Iquitos im Amazonas-Gebiet nieder. Er baute dort lokale Finanzunternehmen auf und gründete eine Kabelfernsehen-Station. Auch heiratete er dort eine Peruanerin, das Ehepaar bekam zwei Kinder.
Ende der 1980er Jahre kehrte er nach Kanada zurück. 1990 siedelte er nach Warschau über, ohne seinen Wohnsitz und seine Firma in Kanada aufzugeben. In Warschau bot seine neu gegründete Firma „Maloka“ 1994 das erste „Internet für Jedermann“ in Polen an, sein Mailbox-System basierte auf dem Programm Linux. Die Wirtschaftspresse nennt ihn „Vater des polnischen Internets“. 1996 stellte die Firma den Betrieb ein, nach Tymińskis Worten wurde er von der Regierung gezielt mit administrativem Druck vom Markt gedrängt.
Er kehrte daraufhin ein weiteres Mal nach Kanada zurück. Er ließ sich von seiner zweiten Frau scheiden, um eine Chinesin zu heiraten. Deren Tochter adoptierte er.

## Politisches Engagement
1990 wurde Tymiński Vorsitzender der Libertarian Party of Canada, einer erfolglosen Splitterpartei, die bei Wahlen nie mehr als 0,25 % der Stimmen erhielt. Als seinen Landsleuten gänzlich Unbekannter trat er 1990 bei der Präsidentenwahl in Polen an, das erst mit der Absetzung des kommunistischen Regimes zur Demokratie zurückgekehrt war.
In seinem Wahlkampf versprach er, „alle Menschen polnischen Blutes“ zu vereinen, Polen zu einer Atommacht zu machen und eine Wirtschaftspolitik zu realisieren, die es möglichst vielen Menschen erlaube, wohlhabend oder gar reich zu werden. Ein zentrales Element seines Wahlkampfes war eine schwarze Aktentasche, die er stets bei sich trug. Darin befanden sich nach seinen Worten Dokumente, die seine politischen Gegner kompromittierten. In einem eigens für den Wahlkampf verfassten Buch mit dem Titel „Heilige Hunde“ (Święte psy) warf er der aus der Solidarność hervorgegangenen neuen politische Elite vor, korrupt zu sein und die Interessen der polnischen Nation zu verraten. Er setzte davon 300.000 Exemplare ab.
Die Regierung unter Tadeusz Mazowiecki, der ebenfalls bei der Präsidentenwahl kandidierte, ließ untersuchen, ob Tymiński ein Provokateur mit Verbindungen zu ausländischen Geheimdiensten sei. Doch blieben die Untersuchungen ergebnislos. Der staatliche Fernsehsender Telewizja Polska suggerierte, dass Tymiński seine Frau schlage, und verlor deshalb später einen Verleumdungsprozess.
Überraschend gelangte Tymiński bei der ersten Wahlrunde am 25. November 1990 mit 23,1 % der Stimmen vor dem Premierminister Mazowiecki (18,1 %) und hinter Arbeiterführer Lech Wałęsa (39,96 %) auf den zweiten Platz. Da kein Kandidat die absolute Mehrheit erreicht hatte, war eine Stichwahl erforderlich, die am 9. Dezember 1990 stattfand. Beim zweiten Wahldurchgang unterlag Tymiński Wałęsa mit 25,75 %. Die Beteiligung an den Wahlgängen betrug 60,6 % bzw. 53,4 %.
Beflügelt von seinem unerwarteten Erfolg entschied sich der bis dahin parteilose Tymiński, eine eigene Partei zu gründen, die er Partia X nannte. Als Eckpunkte des Programms nannte Tymiński ein staatliches Programm zur Arbeitsbeschaffung und billige Kredite zur Bekämpfung der wachsenden Arbeitslosigkeit. Das Programm wurde von den Medien als nationalistisch gewertet, auch wurde auf antisemitische Untertöne hingewiesen. Tymiński forderte auch, Finanzminister Leszek Balcerowicz müsse unverzüglich vor den Staatsgerichtshof gestellt werden. Bei den Sejm-Wahlen 1991 trat die Partei X aber nur in vier Wahlkreisen an, errang dort aber drei Sitze. Landesweit kam sie auf einen Anteil von 0,47 % der Stimmen. Kurz darauf zog sich Tymiński aus der polnischen Politik zurück.
Am 24. März 2005 kündigte Tymiński seine Bereitschaft an, bei den polnischen Präsidentschaftswahlen 2005 erneut zu kandidieren. Am 3. Juni 2005 stellte sich Tymiński in Polen als Kandidat einer neugegründeten „Allgemeinpolnischen Bürgerkoalition“ vor. Doch erreichte er bei der ersten Wahlrunde am 9. Oktober 2005 mit 0,16 % der Stimmen abgeschlagen nur den 11. Platz unter den Kandidaten.
Im Jahr 2010 legte er die Fortsetzung seines ersten Buches unter dem Titel „Heilige Hunde 2“ (Święte psy 2) vor. Darin legte er dar, dass die Präsidentenwahlen von 1990 zu seinen Ungunsten gefälscht worden seien, die Mehrheit habe in Wirklichkeit für ihn gestimmt. An den Manipulationen hätten sich die US-Regierung, der Vatikan, jüdische Organisationen, die von Mazowiecki geführte Demokratische Union sowie die Gazeta Wyborcza beteiligt.
Der Name Tymiński wurde in Polen „Symbol für die Unberechenbarkeit des polnischen Populismus“.